# Mycalesis pitana
Mycalesis pitana är en fjärilsart som beskrevs av Otto Staudinger 1896. Mycalesis pitana ingår i släktet Mycalesis och familjen praktfjärilar. Inga underarter finns listade i Catalogue of Life.